# Івановське сільське поселення (Ялуторовський район)
Іва́новське сільське поселення (рос. Ивановское сельское поселение) — муніципальне утворення у складі Ялуторовського району Тюменської області, Росія.
Адміністративний центр — село Івановка.

## Населення
Населення — 581 особа (2020; 642 у 2018, 617 у 2010, 729 у 2002).

## Склад
До складу поселення входять такі населені пункти:
| Населений пункт        | Населення, осіб (2002) | Населення, осіб (2010) |
| ---------------------- | ---------------------- | ---------------------- |
| Велике Тихвіно, село   | 142                    | 140                    |
| Івановка, село         | 487                    | 391                    |
| Мала Тихвіна, присілок | 100                    | 86                     |